# Kadia Saraf

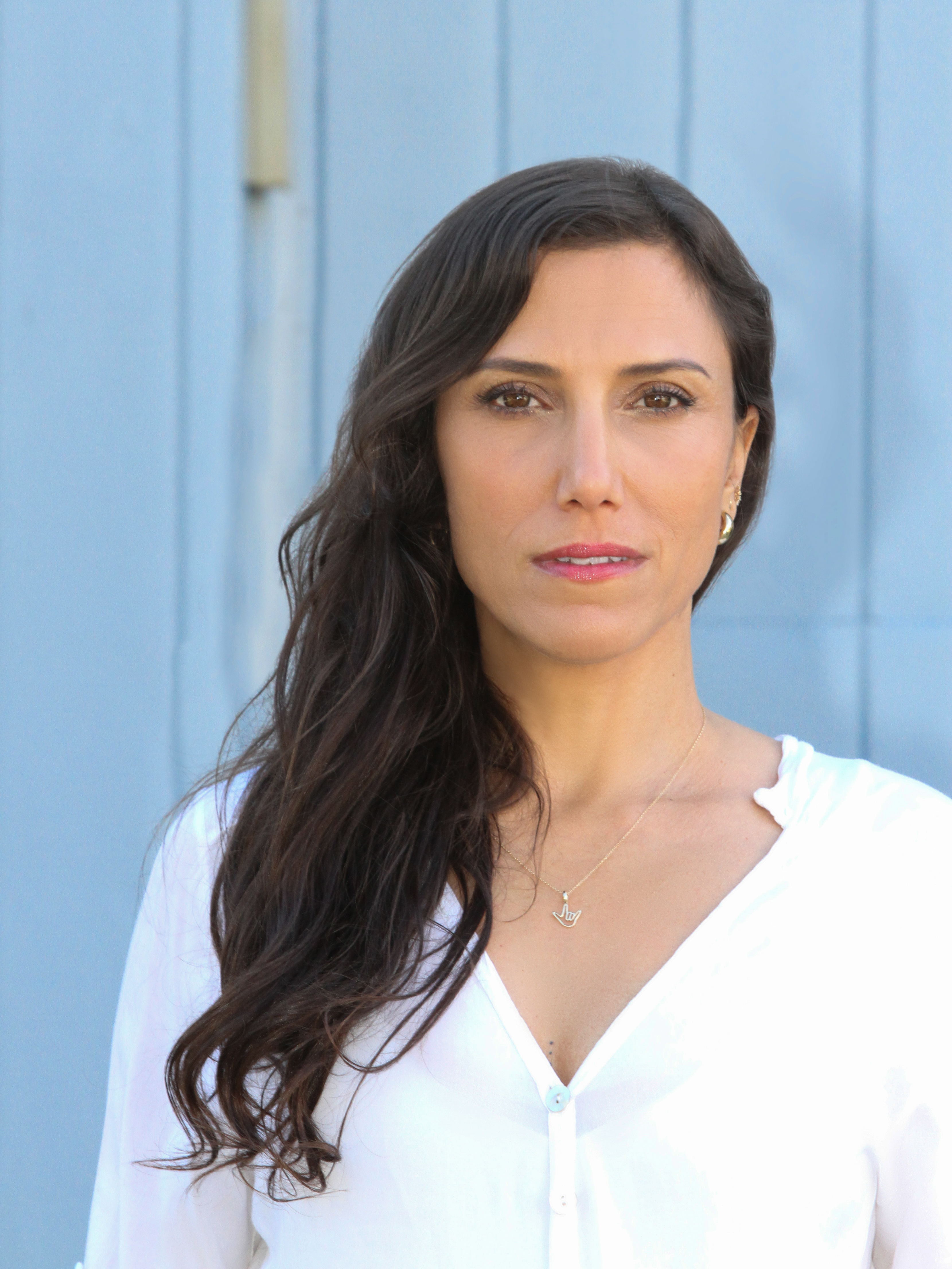
Kadia Saraf, 2022

Kadia Saraf (* Bern, Schweiz) ist eine schweizerisch-israelische Schauspielerin in Film und Fernsehen und Drehbuchautorin.

## Leben und Karriere
Kadia Saraf wurde am 9. November 1976 in Bern, Schweiz, geboren, hat jemenitisch-israelische sowie schweizerische Wurzeln und lebte im Alter von 4 bis 14 Jahren in den Bergen Galiläas im Norden Israels. Mit 14 Jahren zog sie mit ihrer Familie zurück in die Schweiz, besuchte das Gymnasium und machte anschliessend ihren Abschluss in Bauingenieurwesen in Kreuzlingen. Danach zog sie zurück nach Tel Aviv und arbeitete als Rettungssanitäterin und Krankenwagenfahrerin in Israel. 2001 gewann sie die Kenpo Jitsu Israeli National Championship.
Im Jahr 2004 zog sie nach New York, USA, und arbeitete als Schauspielerin. Sie trat zunächst in Kurzfilmen und Serienrollen auf, u. a. in Rescue Me (2006), Blindspot (2015), Madam Secretary (2017), The Blacklist (2017), Counterpart (2018), The Good Fight (2020), FBI: International (2022) und Blue Bloods (2023).
Von 2021 bis 2023 studierte sie ASL, während dieser Zeit erhielt sie die wiederkehrende Rolle der US-Anwältin Anya Avital in Law & Order: Special Victims Unit.
Bei den Dreharbeiten lernte sie ihren Ehemann Terry Serpico kennen, mit dem sie seit 2022 verheiratet ist. Kadia und ihr Mann setzten als Autoren die Geschichte mit gehörlosen Darstellern in der Law & Order: Special Victims Unit-Episode mit dem Titel Jumped In (Staffel 24, Episode 10) um. 2023 war sie in ihrer Rolle bei Law & Order: Organized Crime in einer Crossover-Folge zu sehen.
2025 wird sie in der Hauptrolle als Detective Claudette Wallace in der Serie: Dexter: Wiedererwachen zu sehen sein.
Kadia Saraf lebt mit drei Kindern und ihrem Ehemann in New York City.

## Filmografie (Auswahl)
- 2006: Rescue Me (Fernsehserie, 1 Folge)[3]
- 2013: The Reel Life (Kurzfilm)[3]
- 2013: Hiraeth (Kurzfilm)
- 2015: Blindspot (Fernsehserie, 1 Folge)
- 2017: Madam Secretary (Fernsehserie, 1 Folge)
- 2017: The Blacklist (Fernsehserie, 1 Folge)
- 2018: First We Take Brooklyn
- 2018: Counterpart (Fernsehserie, 1 Folge)
- 2020: The Good Fight (Fernsehserie, 1 Folge)
- 2021–2023: Law & Order: Special Victims Unit (Fernsehserie, 7 Folgen)
- 2022: FBI: International (Fernsehserie, 1 Folge)
- 2023: Blue Bloods – Crime Scene New York (Fernsehserie, 1 Folge)
- 2023: Law & Order: Organized Crime (Fernsehserie, 1 Folge)
- seit 2025: Dexter: Wiedererwachen

## Drehbuch
- 2006: Rescue Me (Fernsehserie, 1 Folge) (Drehbuch und Regie)[3]
- 2023: Law & Order: Special Victims Unit (Fernsehserie, 1 Folge: S24x10 Jumped in)[2][3]